# August Nilsson
För andra betydelser, se August Nilsson (olika betydelser).
Nils August Nilsson, Nilsson i Kabbarp, född 26 mars 1867 i Åhus, död 20 december 1952 i Tottarps församling, Staffanstorp, var en svensk socialdemokratisk politiker, författare och tidningsman.
Nilsson studerade vid Lunds universitet 1886–1889 och inträdde 1890 i redaktionen för tidningen Arbetet som han även var chefredaktör för mellan 1900 och 1908. Han var även chefredaktör för Arbetets lördagsbilaga "Framtiden" från 1904 och tidningen "Lantarbetarebladet" från 1908.  Under senare delen av sitt liv var han till yrket trädgårdsodlare.
Nilsson var riksdagsledamot mellan åren 1906 och 1936. Först som ledamot i andra kammaren 1906–1914 och 1915–1919 och därefter ledamot i första kammaren 1919–1936 där han var 2:e vice talman 1921–1929 och 1:e vice talman 1929–1931. Han var medlem av konstitutionsutskottet 1910–1912 och av jordbruksutskottet 1913. Han var 1912–1923 ledamot av löneregleringskommittén.
Som politiker hörde Nilsson länge till socialdemokraternas mer uppmärksammade representanter. Orädd och självständig drev han sina egna ganska odogmatiska linje. Hans kommittéarbete var omfattande, särskilt i löneregleringsfrågor, Nilsson verkade även som skönlitterär författare och utgav bland annat Soliga Kabbarp (1916), I lustgården (1918), skådespelet Skåningar (uppfört 1919) och Olympen på sommarnöje (1923).